# Lundgrens gjuteri
Lundgrens gjuteri var ett metallgjuteri i Halmstad i Halland. Det var under lång tid en av de mera betydelsefulla industrierna i staden.

## AB M Lundgrens Gjuteri
Gjuteriet startades 1917 av Magnus Lundgren (1868–1939), född i Hörby i Skåne. Han hade under många år varit anställd på August Hansons verkstad och gjuteri i Halmstad. Det nya företaget registrerades som M. Lundgrens Gjuteri & Maskinfabrik. En fastighet inköptes på Nässjögatan där en fabriksbyggnad uppfördes.
Pumpar och pumpanläggningar blev tidigt en dominerande specialitet för företaget. Tidigt tillverkades även golvbrunnar, brunnsbetäckningar, sanitetsgods, avloppsrör, gatubrunnar med mera. Ytterligare mark inköptes och fabriken utökades. Personalstyrkan utökades och 1928 var ett 50-tal anställda. Företaget ombildades 1932 till AB M. Lundgrens Gjuteri. År 1933 påbörjades tillverkningen av en patenterad mjölkkylare. Under 1930-talet utökades fabriksytan ytterligare och antalet anställda ökade till drygt 100. År 1936 uppfördes ett emaljeringsverk. Då startade tillverkning av emaljerat sanitetsgods och emaljerade badkar. 
Under efterkrigstiden skedde en successiv expansion och 1952 var antalet anställda uppe i 183. Fabrikslokalerna utökades. En badkarsboom på 1950-talet medförde att företaget dagligen tillverkade 60 gjutna emaljerade badkar. 
Under 1960-talet ökade den utländska konkurrensen och tillverkningen av gjutna badkar fasades ut. Vidare kom gjutna rördelar att successivt ersättas av rördelar av plast. Till följd av detta och till följd av rationaliseringar minskade omsättningen och antalet anställda.

## AB Kemisten
I början av 1970-talet startade ett samarbete med Gustavsbergs Rörsystem AB. Efter fleråriga förhandlingar och förvecklingar övertogs 1979 August Hansons Gjuteri i Halmstad varvid antalet anställda ökade till 133. Miljöfrågorna kring gjuteriet blev alltmer ett problem för företaget. Många klagade både på utsläpp och buller. Detta bidrog till att viss tillverkning 1989 förlades till Grängesberg. 
Samma år bildade ägarna AB Kemisten och AB M Lundgrens Gjuteri blev ett dotterbolag. År 1992 förvärvas AB Holsbyverken i Vetlanda och man fördjupar samarbetet med Gustavsbergs Rör AB. En tid följde av uppköp av gjuterier, förflyttningar av produktion och neddragningar. Verksamheten i Halmstad blev allt mindre lönsam. År 2009 upphörde verksamheten vid Lundgrens Gjuteri i Halmstad efter 92 års verksamhet. Emellertid bedrivs fortsatt gjuteriverksamhet vidare via AB Kemisten på andra orter.
Nu 2018 kommer det gamla gjuteriområdet, numera kallat Lundgrens trädgårdar, att ge plats åt bostäder.